# Otok (Prelog)
Otok is een plaats in de gemeente Prelog in de Kroatische provincie Međimurje. De plaats telt 339 inwoners (2001).